# Trox morticinii
Espèce
Trox morticinii  est une espèce d'insectes coléoptères, présente au Kirghizistan, au Turkménistan et en Mongolie.